# Juan José Collantes
Juan José Collantes Guerrero (San Fernando, Cádiz, España, 7 de enero de 1983), futbolista español. Actualmente juega de extremo en el UCAM Murcia Club de Fútbol del grupo IV de la Segunda División B y su primer equipo fue el Villarreal C. F., canterano en las categorías juveniles.

## Trayectoria
Juan José Collantes estuvo en el Villarreal juvenil hasta marcharse al CD Onda, después se marchó al Palamós CF, hasta recalar en el filial del Racing de Santander. Finalmente terminó fichando por el Rayo Vallecano.
En el Rayo Vallecano disputa un total de seis temporadas. Las cuatro primeras en Segunda División B. En el año 2008 su equipo asciende a Segunda División; Collantes tuvo una estadística de 12 goles.
Ya en Segunda División con el Rayo Vallecano, completa la campaña 2008-2009, disputando un total de 32 partidos y marcando 4 goles.
La temporada siguiente, la 2009-2010, solo disputa 4 partidos con el conjunto rayista. En el mercado invernal de fichajes de la temporada 2009/10, Collantes recala en las filas del Granada CF, con el que asciende a Segunda División.
En la temporada 2010-2011, tan solo un año después, ascendió a Primera división con el Granada CF; tras esto, el FC Cartagena lo fichó para la temporada 11-12. Durante la temporada 2011/2012, disputa 39 partidos y marca 8 goles con el equipo albinegro.
En julio de 2012 confirma su fichaje por el CE Sabadell para la temporada 2012/2013, donde jugaría 3 temporadas en Segunda División, siendo titular en la mayoría de los partidos hasta que el equipo catalán descendió de categoría.
En 2015, Collantes deja al recién descendido Sabadell para seguir jugando en Segunda, el extremo gaditano, se ha convertido en nuevo futbolista del Alcorcón.
En 2016, firma con el UCAM Murcia Club de Fútbol.
En verano de 2017 firma con el recién descendido Elche Club de Fútbol para jugar en la Segunda División B

## Clubes y estadísticas
| Club                       | Categoría          | Año       | Partidos | Goles |
| -------------------------- | ------------------ | --------- | -------- | ----- |
| Racing de Santander        | Primera División   | 2003-2004 | 0        | 0     |
| Rayo Vallecano             | Segunda División B | 2004-2005 | 15       | 1     |
| Rayo Vallecano             | Segunda División B | 2005-2006 | 29       | 5     |
| Rayo Vallecano             | Segunda División B | 2006-2007 | 28       | 3     |
| Rayo Vallecano             | Segunda División B | 2007-2008 | 36       | 12    |
| Rayo Vallecano             | Segunda División   | 2008-2009 | 32       | 4     |
| Rayo Vallecano             | Segunda División   | 2009-2010 | 4        | 0     |
| Granada CF                 | Segunda División B | 2009-2010 | 14       | 3     |
| Granada CF                 | Segunda División   | 2010-2011 | 35       | 5     |
| FC Cartagena               | Segunda División   | 2011-2012 | 39       | 8     |
| CE Sabadell                | Segunda División   | 2012-2015 | 23       | 3     |
| AD Alcorcón                | Segunda División   | 2015-2016 |          |       |
| UCAM Murcia Club de Fútbol | Segunda División   | 2016-2017 |          |       |
| Elche Club de Fútbol       | Segunda División B | 2017-2018 |          |       |
| UCAM Murcia Club de Fútbol | Segunda División B | 2018-2019 |          |       |